# Али, Татьяна
Татьяна Али (англ. Tatyana Ali, род. 24 января 1979) — американская актриса, продюсер и певица.

## Биография
Али добилась наибольшей известности благодаря своей роли в комедийном телесериале «Принц из Беверли-Хиллз», в котором она снималась с 1990 по 1996 год. После завершения шоу она решила сосредоточиться в первую очередь на музыкальной карьере и в 1998 году выпустила свой дебютный альбом Kiss the Sky, который был сертифицирован золотым, а «Daydreamin», главный сингл с него, достиг шестой позиции в чарте Billboard Hot 100. Кроме этого в девяностые она была известна благодаря громкому роману с актёром Джонатаном Брэндисом. Хотя будучи подростком, Али, была весьма успешна, в начале двухтысячных её карьера быстро пошла на спад и в 2002 году она закончила со степенью бакалавра Гарвардский университет.
Начиная с 2007 года Али снимается в дневной мыльной опере «Молодые и дерзкие». Ранее она появилась в нескольких фильмах, таких как «Братья» (2001) и «Игра по чужим правилам» (2006). Также она сыграла главную роль в ситкоме «Любите эту девушку» в 2010—2012 годах.
С 17 июля 2016 года Татьяна замужем за доктором Воном Расберри, ассистентом профессора по английскому языку в Стэнфордском университете, с которым она встречалась 2 года до их свадьбы. У супругов есть два сына — Эдвард Азард Расберри (род. 16.09.2016) и Алехандро Вон Расберри (род. 15.08.2019).

## Фильмография
| Год       |    | Русское название                      | Оригинальное название               | Роль                       |
| --------- | -- | ------------------------------------- | ----------------------------------- | -------------------------- |
| 1984—1997 | с  | Улица Сезам                           | Sesame Street                       | Татьяна                    |
| 1987      | ф  | Эдди Мёрфи «Как есть»                 | Eddie Murphy Raw                    | сестра Эдди                |
| 1988      | ф  | Крокодил Данди 2                      | Crocodile Dundee II                 | девочка в парке            |
| 1989      | с  | Человек по имени «Ястреб»             | A Man Called Hawk                   | Мишель                     |
| 1989      | с  | Шоу Косби                             | The Cosby Show                      | девочка                    |
| 1990—1996 | с  | Принц из Беверли-Хиллз                | The Fresh Prince of Bel-Air         | Эшли Бэнкс                 |
| 1994      | с  | Боишься ли ты темноты?                | Are You Afraid of the Dark?         | Лора Тернер / Конни Тернер |
| 1995      | с  | В доме                                | In the House                        | Эшли Бэнкс                 |
| 1996      | тф | Падение во тьму                       | Fall into Darkness                  | Шэрон Маккей               |
| 1996      | с  | Холостые мужчины и незамужние женщины | Living Single                       | Стефани Джеймс             |
| 1997      | ф  | Целуя девушек                         | Kiss the Girls                      | Джанелл Кросс              |
| 1997      | ф  | Нахрен этот фанк                      | Fakin’ da Funk                      | Карин                      |
| 1997      | с  | 413 Хоуп стрит                        | 413 Hope St.                        | Кай                        |
| 1998      | ф  | Маска призрака                        | The Clown at Midnight               | Моника                     |
| 1999      | ф  | Королевы убийства                     | Jawbreaker                          | Бренда                     |
| 2000      | ф  | Брат якудзы                           | Brother                             | Латифа                     |
| 2001      | ф  | Братья                                | The Brothers                        | Чери Смит                  |
| 2002      | с  | Криминальные гонки                    | Fastlane                            | Шелли                      |
| 2003      | ф  | Переполох в общаге                    | National Lampoon Presents Dorm Daze | Клэр                       |
| 2003      | с  | Половинка и половинка                 | Half & Half                         | Оливия                     |
| 2004      | ф  | Салон красоты Норы                    | Nora’s Hair Salon                   | Лиллеана                   |
| 2005      | ф  | Закон силы                            | Back in the Day                     | Алисия Пэкер               |
| 2006      | ф  | Игра по чужим правилам                | Glory Road                          | Тина Маличи                |
| 2007      | ф  | Список                                | The List                            | Синтия                     |
| 2007—2013 | с  | Молодые и дерзкие                     | The Young and the Restless          | Роксана                    |
| 2008      | ф  | Салон красоты Норы 2                  | Nora’s Hair Salon 2: A Cut Above    | Лиллеана                   |
| 2008      | ф  | Отель Калифорния                      | Hotel California                    | Джесси                     |
| 2009      | ф  | Мать и дитя                           | Mother and Child                    | Мария                      |
| 2010      | ф  | Пит Смаллс мёртв                      | Pete Smalls Is Dead                 | официантка с коктейлями    |
| 2012      | ф  | Неблагополучные друзья                | Dysfunctional Friends               | Алекс                      |
| 2012      | ф  | Снова дома                            | Home Again                          | Марва Джонсон              |
| 2013      | с  | Второе поколение Уайанс               | Second Generation Wayans            | Майя                       |
| 2015      | с  | Ки и Пил                              | Key & Peele                         | Хереса                     |